# ستة أعلام أمريكا
ستة أعلام، أو (بالإنجليزية: Six Flags America) هي مدينة ترفيهية تقع في وودمور في ماريلاند، الولايات المتحدة، بالقرب من أبر مارلبورو ، بجوار منطقة العاصمة واشنطن .
تأسست المدينة الترفيهية في بدايتها كمركز للحياة البرية في عام 1974 على يد روس بيرو، وقامت قناة أيه بي سي التلفزيونية بتشغيل المركز البري على نظام رحلة سفاري بالسيارة تسمى محمية لارجو للحياة البرية، من عام 1974 حتى إغلاقها في عام 1978. ومن ثمة تم شراء العقار من قبل شركة وايد كينقدوم (بالإنجليزية: Wild Kingdom) التابعة لجيم فاولر؛ وبعد ذلك، تم تحويل الموقع تدريجيًا من محمية للحياة البرية إلى منتزه ترفيهي يُدعى وايلد ورلد (بالإنجليزية: Wild World). في عام 1992، تمت إعادة تسمية الحديقة إلى أدفنتشر ورلد (بالإنجليزية: Adventure World) بعد أن استحوذت عليها شركة بريميير باركس (بالإنجليزية: Premier Parks).
تم تغيير العلامة التجارية للحديقة لتصبح الحديقة العاشرة من سلسلة ستة أعلام (بالإنجليزية: Six Flags)، بعد أن استحوذت شركة بريميير باركس (بالإنجليزية: Premier Parks). على شركة ستة أعلام المحدودة. واعتمدت اسمها في عام 1999؛ وتم الكشف عن تغيير الاسم إلى ستة أعلام امريكا - وجميع حقوق الملكية الفكرية والموضوعات المرتبطة بها - لموسم تشغيل الحديقة في عام 1999. تم اختيار كلمة "أمريكا" في اسم الحديقة بسبب قرب الحديقة من العاصمة الأمريكية؛ كما تتميز ساحة الدخول و"الممشى" في الحديقة بالهندسة المعمارية التي تعود إلى العصر الاستعماري والموضوعات ذات الصلة بولاية ماريلاند الاستعمارية. في 1 مايو 2025، أعلنت الشركة أن الحديقة ستغلق بعد انتهاء موسم التشغيل لعام 2025 في 2 نوفمبر 2025.

## التاريخ

### محمية الحياة البرية
في يونيو 1971، اتصل الأخوان الأيرلنديان فرانك وويليام ستيفنسون، اللذان كانا مدربين للحيوانات، بالملياردير روس بيرو من تكساس بشأن تمويل حديقة حيوان أرادا افتتاحها "في مكان ما على الساحل الشرقي للولايات المتحدة ". قام ستيفنسون وبيرو بتأسيس شركة اس تي اندستريز المحدودة (بالإنجليزية: CT Industries, Inc) لبناء وإدارة الحديقة. في النهاية، قاموا بتضييق نطاق قرارهم إلى منطقة العاصمة، وقاموا بشراء 280 أكر (110 ها) من الأراضي في مقاطعة برينس جورج، ماريلاند. في 22 ديسمبر 1971، تقدموا بطلب إلى مجلس تخطيط مقاطعة برينس جورج للحصول على استثناء تقسيم المناطق الخاص. تم الإعلان عن الحديقة للعامة في فبراير 1972، وكان من المقرر افتتاحها قبل نهاية ذلك العام.
افتتحت محمية الحياة البرية، وهي حديقة للحياة البرية يمكن الوصول إليها بالسيارة، يوم الاثنين الموافق 15 يوليو 1974. في البداية، كان عدد الحضور المقدر حوالي 850 ألف زائر سنويًا. ومع ذلك، لم تتحقق أبدا تلك الأعداد الطموحة من الحضور. في عام 1975، أضافت الحديقة جولات مصحوبة بشرح من خلال قطارات مكونة من أربع سيارات وتتسع لـ 150 شخصًا. ومع ذلك، فشلت الحديقة في الترويج بشكل فعال بما يكفي لإثارة الاهتمام العام أو تحقيق الأرباح. وفي محاولة لإنقاذ الوضع، أعلنت الشركة عن توسعة متنزه ترفيهي بقيمة 30 مليون دولار لرحلات السفاري المتعثرة (حوالي 171.6 مليون دولار في عام 2023).
تم إلغاء خطط التوسع، وفي فبراير 1976، أُعلن أن الحديقة ستغلق بشكل دائم. وأصدرت الشركة بيانًا، زعمت فيه أن الحديقة شهدت "حضورًا وإيرادات غير مقبولة" في عامي 1974 و1975؛ وقيل إن محمية الحياة البرية نفسها كانت عبء يبلغ قدره 4 ملايين دولار على الشركة، لعام 1975 (حوالي 22.8 مليون دولار في عام 2023).
ظلت الحديقة مفتوحة مع عدد أقل من الموظفين في عام 1977، ولكن تم إغلاقها تمامًا لموسم 1978.
ومع ذلك، قبل نهاية عام 1978، تم بيع الحديقة إلى جيم فاولر، مضيف برنامج وايلد كينقدوم (بالإنجليزية: Wild Kingdom). في موسم 1979، أعيد افتتاح الحديقة واضافة جولة قطار إرشادية عبر معارض السفاري، وحديقة أصغر بها ملعب للأطفال وعروض حيوانات وحديقة حيوانات أليفة. ولكن استمرت الحديقة في التعثر في جذب الاهتمام العام، ومع ذلك ظلت تعمل طوال الصيف، حتى موسم 1979. وفي نهاية المطاف انسحبت شركة فاولر أيضًا، وتم إغلاق الحديقة مرة أخرى لموسم 1980.

### العالم البري

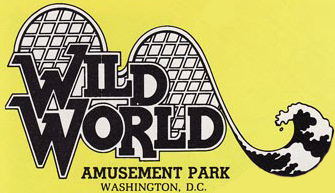
شعار العالم البري الأصلي من عام 1988

في صيف عام 1980، تم بيع السفاري لمجموعة من رجال الأعمال المحليين، الذين استثمروا 11 مليون دولار في توسيع الحديقة. ظلت رحلات السفاري للحيوانات مستمرة، وأضافت الحديقة ثلاث ألعاب، واثنين من الألعاب المخصصة للأطفال، وداومة خيل. سميت الحديقة باسم وايلد ورلد (بالإنجليزية: Wild World) وتم افتتاحها في 26 يونيو 1982. بالإضافة إلى الألعاب الترفيهية المختارة، تمت إضافة أربع العاب مائية، إلى جانب زلاقة ومنطقة لعب مائية للأطفال. مما أدى إلى تحسينات طفيفة في الإيرادات.
وشهد موسم 1983 إضافة أربع ألعاب أخرى، بما في ذلك هاي سيز (بالإنجليزية: High Seas) (سفينة القراصنة المتأرجحة) والأراجيح العملاقة. تم توسيع منطقة المنزلقات المائية، في ذلك الوقت، إلى حديقة مائية كاملة؛ ومع إضافة المزيد من المنزلقات المائية وحوض أمواج كبير، بدأ موسم 1983 الأكثر نجاحًا. تم تسمية المسبح باسم "الموجة البرية"، وتم إنفاق 2 مليون دولار لإضافة مسبح الأمواج وتم افتتاحه رسميًا في 30 مايو لموسم 1983.
ضمن ذلك الموسم، تعرض صبي يبلغ من العمر 9 سنوات يُدعى كريستي ديفيس لحادث حيث توفي في أواخر ذلك الصيف أثناء وجوده في حوض الأمواج، مما أدى إلى تغييرات في السلامة التشغيلية. خلال موسم 1983، تم إغلاق رحلات السفاري؛ وبدلاً من ذلك، كانت هناك جولة قطار إرشادية تمر عبر بعض مناطق الحيوانات، وتتوقف في قرية السفاري، وتتجول في بقية معارض الحيوانات، قبل العودة إلى المحطة. تميزت قرية السفاري بركوب الفيلة والجمال والمهر، وحديقة حيوانات أليفة، ومجموعة متنوعة من المطاعم، والفنون والحرف اليدوية، والألعاب؛ وقد أثبتت الأغنية المفضلة لدى الجماهير، "تخمين عمرك أو وزنك" (بمشاركة ريجينا ويليامز)، شعبيتها الكبيرة لدرجة أنه تم نقلها إلى الحديقة الرئيسية. م بيع الحيوانات ونقلها بعد انتهاء موسم 1983. في عام 1984، تمت إزالة معظم الألعاب المخصصة للكبار من الحديقة وتخزينها، ولم يتبق سوى ثلاث ألعاب، بالإضافة إلى عدد قليل من ألعاب الأطفال. قررت الحديقة أن تتجه نحو أن تكون حديقة مائية فقط. تم بناء ملعب جديد في ذلك العام، إلى جانب العديد من المنزلقات المائية الأخرى. كان من المتوقع أن يكون أداء الحديقة جيدًا للغاية في الأيام الحارة، لكنها ستتعثر قليلاً في الطقس البارد، بسبب التحول في مناطق الجذب التي تعتمد بشكل أساسي على السباحة والمياه.
وفي عام 1985، أُعيدت الألعاب إلى المخزن. في ذلك العام، أرادت إدارة العالم البري بناء قطار ملاهي خشبي كبير للحديقة في موسم 1986، لكن التكاليف كانت مرتفعة للغاية. كانت هناك معارضة واسعة النطاق للخطة من المجتمع المحيط. بالإضافة إلى إضافة قطار ملاهي، كان المنتزه يهدف إلى إضافة مدرج يتسع لـ 3000 مقعد، ومخيم ليلي للضيوف.
لموسم 1987، تمت اضافة منطقة لعب مائية أخرى. في عام 1988، شهدت الحديقة تجديدًا لمبانيها، واضافة بعض الألعاب المسطحة الجديدة. في عام 1990، بدأت الحديقة تعاني من مشاكل تتعلق بالصيانة مع العديد من الألعاب المسطحة ذات الطراز الكرنفالي، حيث لم يعد من الممكن إصلاح العديد منها.

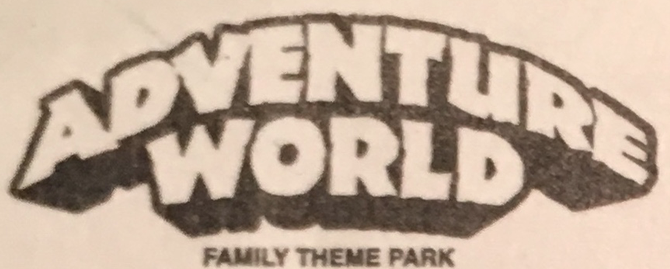
شعار عالم المغامرات من تذكرة الدخول

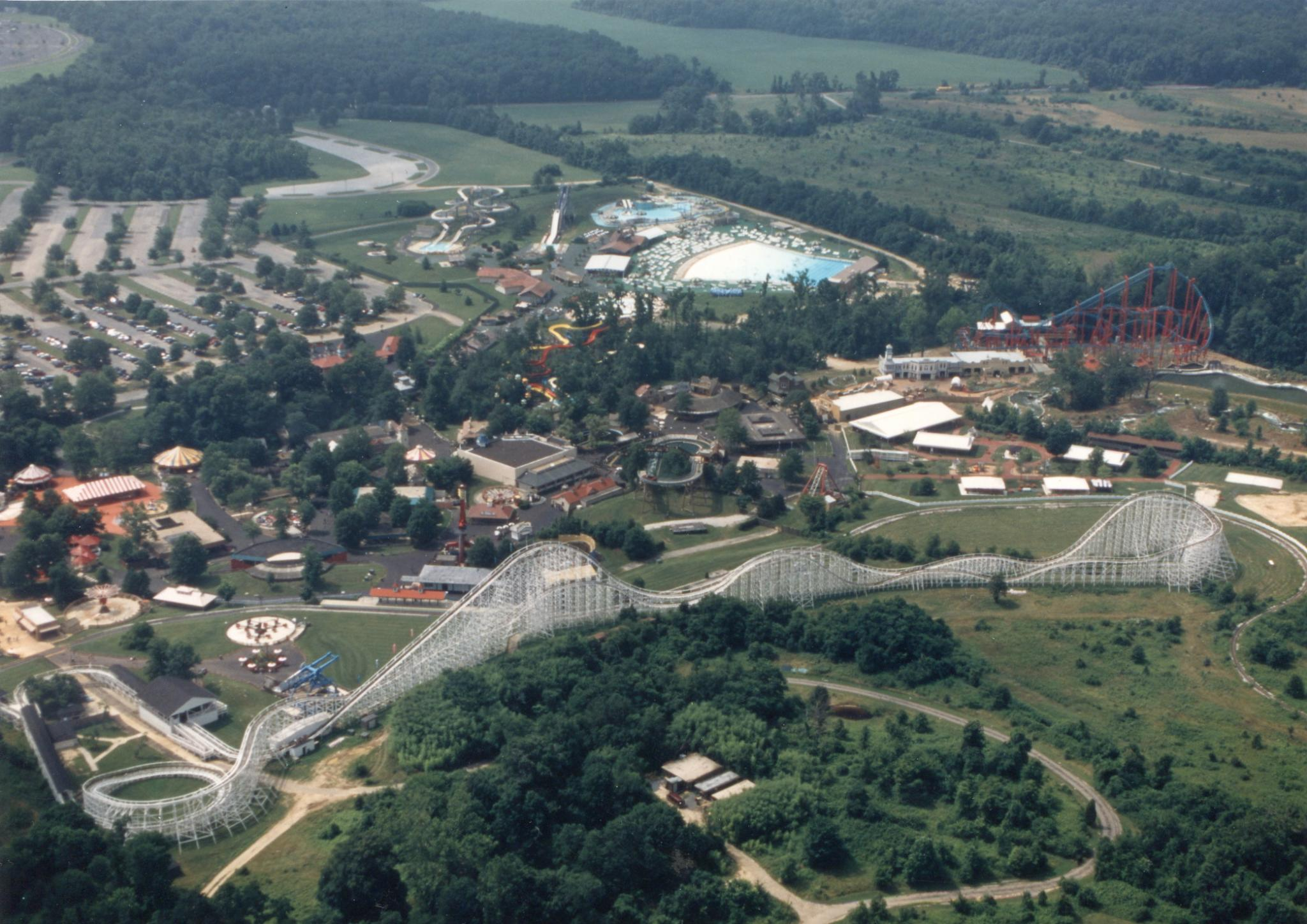
عالم المغامرات في عام 1996

### عالم المغامرات
في عام 1992، قامت شركة مجموعة تيركو المحدودة بشراء العالم البري، والتي عُرفت فيما بعد باسم بريمير باركس، والتي أعادت تسمية الحديقة إلى عالم المغامرات. في ذلك العام تمت إضافة العديد من الألعاب المسطحة وبعض الألعاب المخصصة للأطفال. في عام 1993، أضافت الشركة قطارها الدوار الثاني المخصص للبالغين. استحوذت شركة بريمير باركس على شركة لايتنغ لوبز من شركة سيكس فلاجز. وكان القطار عبارة عن أفعوانية مكوكية ذات مسارين من الفولاذ وحلقة واحدة تقع في سيكس فلاجز قريت ادفنتشرز. تم إرسال أحد المسارات إلى فرونتير سيتي التابعة لشركة بريمير باركس الواقعة في مدينة أوكلاهوما (حيث لا تزال تعمل حتى اليوم باسم دايموند باك)، بينما أصبح المسار الآخر معروفًا باسم بايثون وكان من المقرر أن يقع في عالم المغامرات. تمت إضافة المزيد من الرحلات المسطحة في عام 1994. بحلول ذلك الوقت، لاقت الإضافات الجديدة استحسانًا كبيرًا، حيث أطلقت مجلة انسايد تراك على عالم المغامرات لقب أكثر منتزه ترفيهي متطور في البلاد للعام الثالث على التوالي في عام 1994.

### استحواذ ستة أعلام
استحوذت شركة بريمير باركس على سلسلة منتزهات سيكس فلاجز الترفيهية من شركة وارنر ميديا في أبريل 1998، لتشكل بذلك شركة سيكس فلاجز. في العام نفسه، تم إضافة قطار ملاهي خشبي يسمى رور، والذي تم بناؤه وتصميمه بواسطة شركة قريت كوسترز العالمية ‏، إلى عالم المغامرات. في نهاية موسم 1998، أعلنت الشركة أن عالم المغامرات سيتم تغيير اسمه بطابع الشركة أكثر وسيتم إعادة تسمية العالم إلى ستة أعلام أمريكا لموسم 1999. وتمت إعادة تسمية الحديقة رسميًا إلى ستة أعلام أمريكا في 28 أكتوبر 1998، وتم إقامة حفل كبير للاحتفال بهذا التغيير. وتم تقديم كعكة الجزر تكريما لـ باغز باني، التميمة الجديدة للحديقة. حيث سمح تغيير الاسم المنتزه باستخدام شخصيات لوني تونز ودي سي في تسويقها.

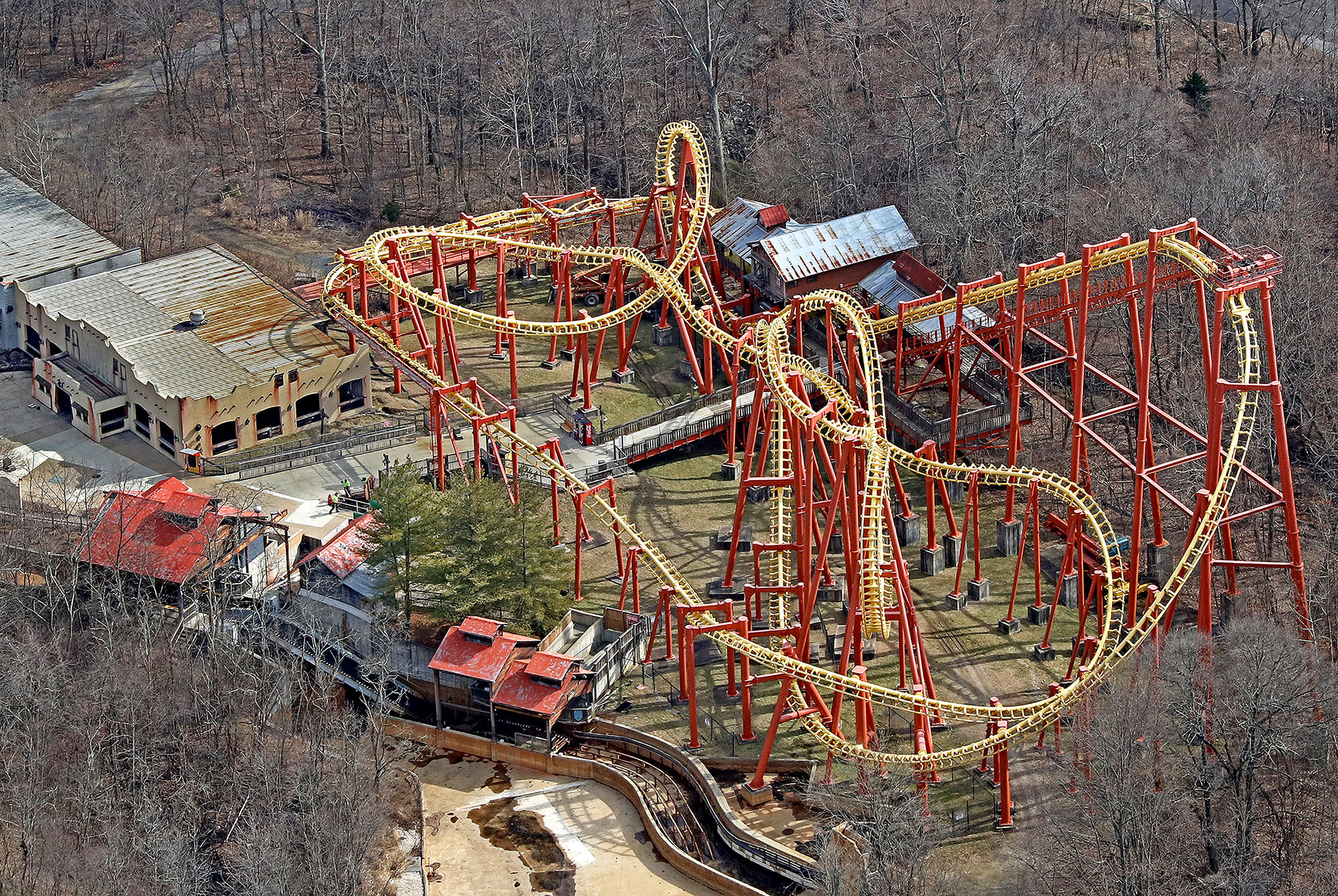
احد أفعوانيات المنتزه

وشملت التغييرات الأخرى إضافة مدينة جوثام، وقسم جديد في الحديقة، وثلاثة أفعوانيات جديدة.

## الموقع
يقع المنتزه في أبر مارلبورو بولاية ماريلاند، وتبعد حوالي 15 ميل (24 كـم) شرق واشنطن العاصمة و 30 ميل (48 كـم) جنوب غرب بالتيمور.

## المناطق
ينقسم المتنزه إلى سبع مناطق ذات طابع خاص مستوحاة من التطرفات المختلفة في الولايات المتحدة، بالإضافة إلى الطابع الخيالي مثل مدينة جوثام، ولوني تونز: موفي تاون.

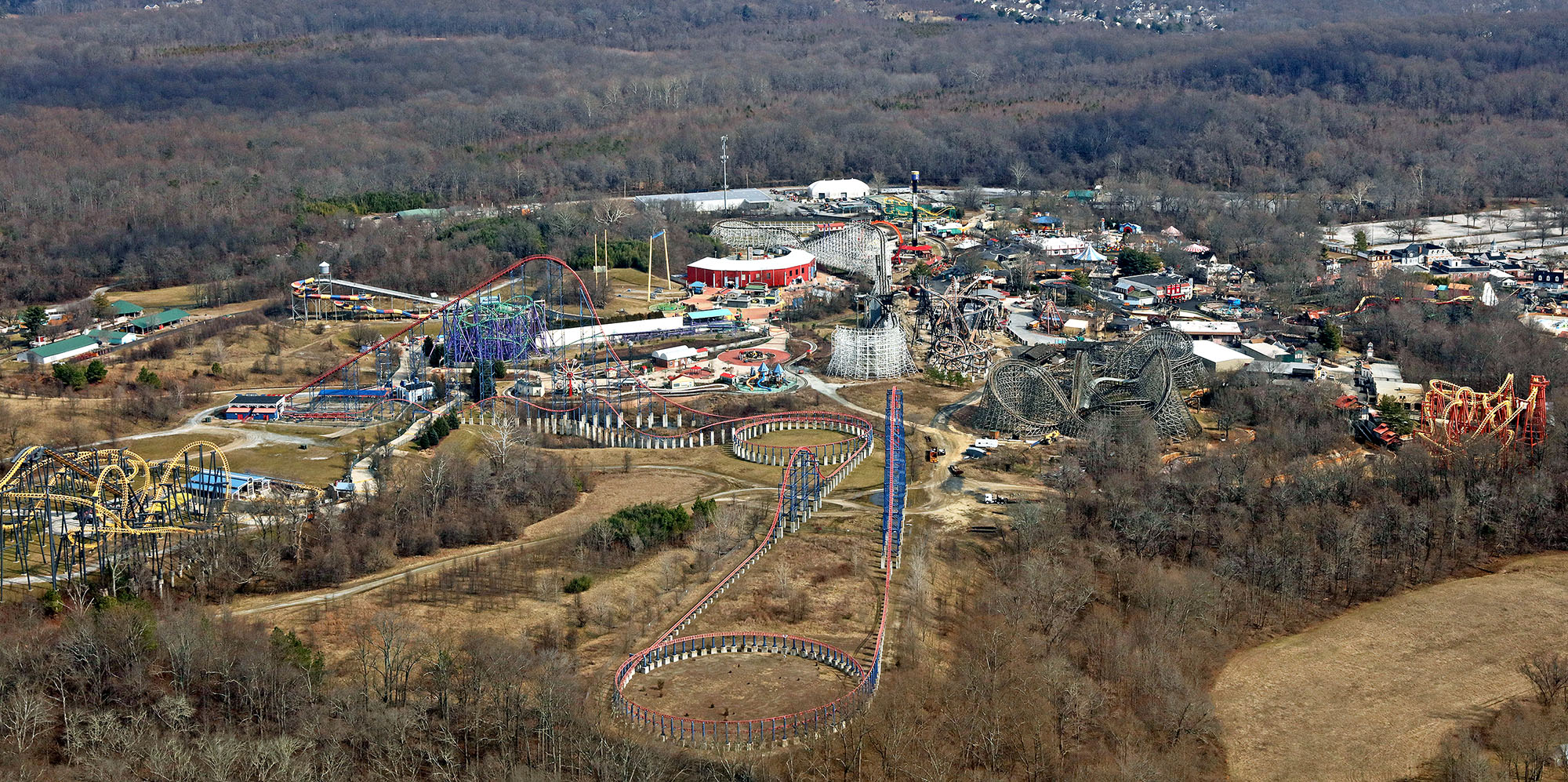
منتزه ستة أعلام أمريكا في 2016

### الشارع الرئيسي 1776
الشارع الرئيسي 1776، المعروف أيضًا باسم شارع الحرية، أو الشارع الرئيسي فقط، مستوحى من أمريكا الشمالية الاستعمارية التي تدور أحداثها خلال الثورة الأمريكية. تميز المباني بتصميم استعماري وتضم متاجر ومطاعم. توجد نسخة طبق الأصل من جرس الحرية عند مدخل الشارع.

### تشيزبيك
في تشيزبيك، يمكن للضيوف تجربة الزخارف التي تحيط بالحياة على خليج تشيزبيك. حيث يجسد الحياة على الماء، ويضم أدوات إنقاذ الحياة وشباك الصيد الموجودة على الخشب الطافي. وهناك تقع افعاونياتان فايربيرد ورور. تم تقسيم هذه المنطقة إلى قسمين مختلفين، جزيرة الجمجمة ومدينة بوسطن القديمة حتى تم إعادة مدينة بوسطن القديمة في عام 2022. ركزت جزيرة الجمجمة بشكل كبير على طابع القراصنة.

### بوسطن القديمة
منطقة ذات طابع استعماري.

### مدينة أفلام لوني تونز
تعتبر مدينة أفلام لوني تونز مستوحاة من رسوم لوني تونز الكرتونية في ثلاثينيات وأربعينيات القرن العشرين وطابع تلك الحقبة. ويتيح للضيوف فرصة زيارة منازل نجوم الرسوم المتحركة، مثل باغز باني والجدة. تتميز "المدينة" بوجود لعبة كبيرة، وهي عبارة عن أفعوانية للأطفال تأخذ الضيوف عبر مجموعة الرسوم المتحركة القادمة التي يتم تصويرها، ببطولة وايل إي. كايوتي وورد رنر.

### مدينة جوثام
مدينة جوثام هي أرض تسمح للضيوف بتجربة المنطقة الصناعية المظلمة والقذرة في مدينة دي سي كوميكس الأكثر شهرة، تمت إضافتها في عام 2000. يمكن احتجاز الضيوف كرهائن من قبل الجوكر وإجبارهم على ركوب قطار كرنفال جينكسيد. ويمكنهم التحليق فوق السحاب مع سوبرمان، في لعبة رحلة سوبرمان الفولاذية، أو تجربة اللعبة المائية الخاصة بالبطريق.